# グラディウスIII (スーパーファミコン)
『グラディウスIII』（グラディウススリー GRADIUS III）は1990年12月21日にコナミ（現・コナミデジタルエンタテインメント）から発売された日本のテレビゲームソフトである。アメリカでは1991年8月19日に発売された。
アーケードゲーム『グラディウスIII -伝説から神話へ-』（以下「AC版」）をベースにした移植版として、コナミのスーパーファミコン第1弾ソフトとして発売された。

## 概要
AC版の完全移植ではなく、従来の家庭用グラディウスシリーズと同様のアレンジ移植であり、ボスキャラクターの縮小や、一部のステージやボスが削除されている一方、一部武装の変更や追加、青カプセルの復活、AC版と比べて大幅に低くなった難易度、ステージの短縮、オートパワーアップモードやコンティニューの追加などの変更が加えられている。AC版も処理落ちは多いが、本作はそれ以上に処理落ちが多く、またキャラクター欠けも発生する。
作品の位置付けはFC版『グラディウスII』の後継となる。タイトルロゴはFC版グラディウスIIを踏襲したデザインであり、サブタイトルが同様に無くなっているほか、AC版と違ってローマ数字のIIIが斜体表記になっている。

## ゲーム内容

### パワーアップ
アーケード版と共通のパワーアップについては該当項目を参照。
タイプセレクト装備はAC・ファミコン版『グラディウスII』をベースとした配置となっており、アーケード版とは大きく異なる。
| カプセル数 | 1              | 2                  | 3              | 4                  | 5          | 6 | 7              |
| ---------- | -------------- | ------------------ | -------------- | ------------------ | ---------- | - | -------------- |
| タイプ1    | スピードアップ | ノーマルミサイル   | ダブル         | ノーマルレーザー   | オプション | ? | メガクラッシュ |
| タイプ2    | スピードアップ | 2ウェイミサイル    | テイルガン     | リップルレーザー   | オプション | ? | メガクラッシュ |
| タイプ3    | スピードアップ | スプレッドボム     | ヴァーティカル | サイクロンレーザー | オプション | ? | メガクラッシュ |
| タイプ4    | スピードアップ | フォトントゥーピド | バックダブル   | ツインレーザー     | オプション | ? | メガクラッシュ |

ゲージの表記は個別の武装ごとに分けられている。?（バリア）はフォースフィールド、シールドから選択する。
| ミサイル           | ダブル         | レーザー           | オプション                 | ?                  | !                  |
| ------------------ | -------------- | ------------------ | -------------------------- | ------------------ | ------------------ |
| ノーマルミサイル   | ヴァーティカル | ツインレーザー     | オプション                 | シールド           | スピードダウン     |
| ホークウィンド     | ダブル         | リップルレーザー   | スネークオプション         | フォースフィールド | リメインオプション |
| 2ウェイバック      | テイルガン     | エナジーレーザー   | フォーメーションオプション | ローリングシールド | フルバリア         |
| スモールスプレッド | バックダブル   | サイクロンレーザー | ローリングオプション       | リデュース         | メガクラッシュ     |

### 追加装備
「SFC/PS2」はAC版の完全移植であるPS2版『グラディウスIII&IV -復活の神話-』およびPSP版『グラディウス ポータブル』において条件を満たすことで使用できるエクストラエディットで用意されている装備である。
2WAY BACK（2ウェイバック）
2WAY MISSILEを後方に発射する。
HAWK WIND（ホークウィンド）
自機（オプション）が画面上半分に居る場合は前方斜め上へ、下半分に居る場合は前方斜め下へミサイルを発射。接地後は前進する。
BACK DOUBLE（バックダブル）
前方と後方斜め上45度にノーマルショットを撃つ。
FORMATION OPTION（フォーメーションオプション）SFC/PS2
自機の上下に2個ずつ特定の場所にオプションが配置される。
ROLLING OPTION（ローリングオプション）SFC/PS2
自機の周辺を回転するオプションを配置。
FORMATIONとROLLINGは4個装備した後にゲージをOPTIONの欄に合わせておくと、パワーアップボタンを押している間だけオプション同士の間隔や回転半径を広げることが可能。この仕様は後のパロディウスシリーズにも引き継がれた。
ROLLING SHIELD（ローリングシールド）SFC/PS2
自機の周辺を回転するシールドを2つ設置。敵機や弾のみに反応し、地形にぶつかっても小さくならない。PS2版、PSP版では2段階のパワーアップが可能で、最大4基のシールドを設置できる。PS2でも他のシールド系と違い即時装備・地形無反応の性質は継承されている。
FULL BARRIER（フルバリア）
現在装備しているバリアの耐久力を最大まで回復する。ただし、バリアが装備されていないと選択不可。

### 装備の変更点
- 「?」「!」を除き、パワーアップゲージに選択された各装備ごとの略称が表示される。
- スピードアップ
  - 5速でスピードアップ（ゲージは空白）を取ると0速に戻る。
- ミサイル系
  - ミサイルは一部を除き単発になっており、かつ画面上の全てのミサイルが消えないと再発射できない。代わりに1発でスクランブルハッチを破壊できる威力になっている。
  - 2ウェイミサイルの放物線軌道の傾きがAC版より急になっており、『II』の仕様に近い。
  - フォトントゥーピドの発射方向がIIと同じく真下になっている。
  - スモールスプレッドの軌道がほぼ真下になっており、自機の動きによって投射角度が微妙に変わるなど、アーケード版の初期バージョンの仕様となっている。また、爆風の範囲がSFC版ではかなり狭くなっている。ミサイルでは唯一2連射可能。
- ダブル系
  - ダブル系の弾は、片方が消滅したらそちらの方向には直ちに再発射できる。
- レーザー系
  - レーザーはAC版より貫通性が高く、見た目より上側に当たり判定が大きい。ただし耐久力の高い標的に対しては直線の先頭部分にしか当たり判定が無く、AC版と同様それらへのワインダー利用の効果は低い。またスプライトで描画されているため、表示数オーバーによる点滅処理を頻繁に引き起こしていた。
  - リップルレーザーは障害物に対する当たり判定が大きくなっており、狭い地形や対ボス戦で標的へ思うように当て辛くなっている。
  - ツインレーザーは耐久力の低い標的にのみ貫通性を持つようになった。
  - エナジーレーザーは自機を中心にエネルギー体が広がる形でチャージされ、最大チャージ時にはエネルギー体の大きさは小さいものの、威力はAC版より大幅に高くなった。コンフィグ画面でショット連射を有効にしておくと最大チャージ後に自動で発射され、再チャージも自動で開始されるようになる（チャージ無しの連射をするには手動連打が必要）。
- オプション系
  - スネークオプションの動き方が滑らかになっており、加減速に慣性がある。
- シールド系
  - FC版シリーズでは「自機の耐弾数を増加する」というパワーアップであったが、本作ではAC版と同じ「見た目通りの独立した判定を持つシールドを装着する」という仕様になったため、地形による削られもシールドの死角からの攻撃による一撃死も発生するようになった。
  - シールドの当たり判定が2つ一組で、独立していない。
  - フォースフィールドの耐久力が3発になっている。またフォースフィールドがあるときの地形すりぬけができるようになっている。
  - リデュースは1回パワーアップするだけでAC版の2回パワーアップした時と同様の効果を得られ、また2発の耐久力を持つ（被弾するごとに、3分の1→2分の1→原寸大 と大きくなる）。PS2版ではエキストラエディットでこの効果を持つ「リデュースII」を装備できる。
- !系
  - メガクラッシュでオプションハンターを倒すことができなくなった。
  - 0速でスピードダウンを取るとコナミコマンドと同様の効果が得られる。

### その他
- コナミコマンドは本作にも用意されており、これまで通りに入力するとオプションおよびフォースフィールドが装備されるが、ポーズを解除した直後に自機が自爆するように設定されている。「左右左右」を「LRLR」とすれば自爆せずにパワーアップできる。通常のコナミコマンドでマイナス効果を受ける初の作品である。
- 難易度はオプションで3段階に変えられるが、HARDモードを1周クリアすると更に高ランクのARCADEモードへの入り方が表示される。ARCADEモードでは敵の攻撃が激しくなる他に、AC版で破壊不可能だった一部のオブジェクトが同様に破壊不可能にされている。
- イオンリング砲、火山弾といった大量出現する破壊可能なものの得点が過去のACシリーズと同様100点となっており、100点単位でスコアがカウントされる。
- スタートおよびゲームオーバーの演出がAC版と異なっており（下表）、SFC版ではAC版『グラディウス（第1作）』を意識した演出になっている。

| 項目           | 項目            | AC版           | SFC版              | 備考                                              |
| -------------- | --------------- | -------------- | ------------------ | ------------------------------------------------- |
| フォント       | フォント        | タイトルロゴ調 | 通常スコア表記     | SFC版は文字が点滅                                 |
| スタート       | 1人プレイ       | START          | START              |                                                   |
| スタート       | 2人プレイ（1P） | 1P START       | PLAYER 1 START     |                                                   |
| スタート       | 2人プレイ（2P） | 2P START       | PLAYER 2 START     |                                                   |
| ゲームオーバー | 1人プレイ       | GAME OVER      | GAME OVER          | AC版はBGMの最後に「ゲーム・オーバー」のボイスあり |
| ゲームオーバー | 2人プレイ（1P） | GAME OVER      | PLAYER 1 GAME OVER | AC版はBGMの最後に「ゲーム・オーバー」のボイスあり |
| ゲームオーバー | 2人プレイ（2P） | GAME OVER      | PLAYER 2 GAME OVER | AC版はBGMの最後に「ゲーム・オーバー」のボイスあり |

## 設定

### ステージ構成
| ステージ | ステージ         | 概要 | ボス                                                                        | 使用曲 |
| -------- | ---------------- | --- | --------------------------------------------------------------------------- | --- |
| 1        | 砂漠             | 基本構成はAC版と同じであるが、サンドライオンが出現しない。ボスはゴライアスだが、護衛の形が異なる。また、護衛が糸を出さない。なおこの面と火山・溶岩ステージのボス戦のBGMはオリジナル曲Shipe Shootが使用されている。 | - ゴライアス                                                                | - Departure for Space（空中戦・前奏なし） - Sand Storm - Shipe Shoot（ボス戦） |
| 2        | 泡               | 基本構成はAC版と同じであるが、ボーナスステージへの入り口がある（火山・モアイ・溶岩・高速ステージにも存在する）。泡の色は青と緑の2色のみで紫と赤は存在せず、天井から垂れ落ちたり地表から浮き上がる泡も登場しない。ステージ1から順調に進んでいれば、中盤辺りで最初のオプションハンターが出現する。地形の当たり判定が見た目同様に変化することはない。ボスはバブルアイで、吐いた泡は画面左端での反射はしない。また、常に自機を押し潰そうとY軸を合わせて動く。 | - バブルアイ                                                                | - Aqua Illusion - Dark Force（ボス戦） |
| 3        | 火山惑星         | 基本構成はAC版のそれから迷路部分を取り除いた物だが、各ブロックの内容はAC版とは異なる。特に岩盤エリアは全く別物といえ、掘れる土がキャラクタ単位になっておりAC版ほど掘り方に融通が利かず、また難易度にもよるが岩石が破壊可能になっている。ボスはビッグコアMk-III（ただし反射レーザーの速度がオリジナルより遅く、容易に避けられる。第2形態のときの高速パルスレーザー連射の代わりに、太いレーザーを出しているときに通常のレーザーを数回連射する）。 | - ビッグコアMk-III                                                          | - In The Wind（前半） - Underground（後半） - （Shipe Shoot（ボス戦）） |
| 4        | モアイ地帯       | 巨大モアイは出現しないが、途中のモアイの中に動く物がある。ボスはBIG MOAI TWINヴァイフ。護衛を撃っても膨らまずに消滅するだけだが、弱点の口を攻撃すると画面が揺れる上、天井から当たり判定のある小さな岩が降ってくる。しかし、地面に跳ね返ったものには当たり判定がない。ボス戦で一定時間が経過するとステージクリアとなる。 | - BIG MOAI TWINヴァイフ                                                     | - Easter Stone - （Dark Force（ボス戦）） |
| 5        | 溶岩             | AC版に比べ、火山弾の量や硬さは抑えられている。また、分裂した後の火山弾も破壊可能。ボスはゴルゴーン。片方の頭を破壊すると逆回転となる。基本的な対処法はAC版のバルチャードドラゴン(第二形態)と同じだが、こちらは倒された後の破片に当たり判定が存在し、自機が当たるとミスになる。 | - ゴルゴーン                                                                | - Fire Scramble - （Shipe Shoot（ボス戦）） |
| 6        | 植物惑星         | AC版と違って触手に触れるとミスになる。ボスのブロッティング・ウィードの吸引力はAC版より弱くなっており、逆方向入力で吸引口へ引きずり込まれずに済むようになっている。 | - ブロッティング・ウィード                                                  | - Cosmo Plant - （Dark Force（ボス戦）） |
| 7        | 高速ステージ     | 横方向高速スクロール面のSFC版オリジナルステージ。AC版『Ⅱ』の6面と似たスタイルだが、こちらの方が移動速度が早く素早い動きが必要となる。ボスはSFCオリジナルのビーコン。 | - ビーコン                                                                  | - Accident Road（SFCオリジナル） - （Dark Force（ボス戦）） |
| 8        | ボスラッシュ     | ボスの配列が多少異なり、テトランは出てこない。ステージ突入時及びミス後の復帰時にはボス出現前に大量の赤ザブが出現しパワーカプセルを供給する。終盤のザブはパワーカプセルを持たない。また、AC版と違いミスした場合にはミスしたボスから再開となる。またデスとデリンジャーコア以外の各ボスには専用のBGMが用意されている。AC版で使用したBGM「Take Care!」 はデス戦のみ使用されている。 | - デス - クリスタルコア - ビッグコアmk-II - カバードコア - デリンジャーコア | - ボス・オン・パレード1（Aircraft Carrier)（ザブ地帯） - ボス・オン・パレード2（Take Care!）(デス） - ボス・オン・パレード3（クリスタルコア） - ボス・オン・パレード4（マークII） - ボス・オン・パレード5（カバードコア） - （Dark Force（ボス・デリンジャーコア戦）） |
| 9        | 要塞             | AC版とのコンセプトは同じだが内部は配置変更や一部簡略など大幅に変化している。ボスラッシュとは別のステージになっており、進入通路やゲートは存在しない。内部のトラップは、停電ポイントや回転レーザーをはじめ、多くがカットされている。また一部の障害物が中ボス「ディスラプト」の後に配置されている。壁はがれ地帯は、量とスピードがAC版より多い。ボスは「シャドーギアMk-II」。2体出現しそれを倒すとクリアとなる。 | - ディスラプト - シャドーギアMk-II                                          | - Mechanical Base - （Dark Force（中ボス戦）） - Final Shot（ステージ後半 - ボス戦） |
| 10       | 細胞             | 最終ステージ。AC版6面と10-B面のボス手前エリアを併せた最終ステージ。触手を生やして攻撃する肉団子や復活壁が存在するなど、AC版6面に近い部分がある。復活壁を通過すると最終ボスに到着する。ボスはバクテリアン。AC版同様3つの白い弾を吐き出すが、隠しステージが存在しないため当たってもミスになるだけである。また、撃破後はそのままエンディングが表示され次の周回となる。デモ中に、AC版における高速スクロール地帯に相当する脱出シーンはある。 | - バクテリアン                                                              | - Unpleasant Cell（SFCオリジナル） - Last Struggle（ボス戦・SFCオリジナル） |
|          | ボーナスステージ | 泡・火山・モアイ・溶岩・高速ステージに存在する隠しポイントからこのステージに突入できる。ある特定の条件を満たしていないと入れないものも存在する。ボーナスステージでは攻撃のない赤砲台が出現し、地形をショットで掘削しながら通常出現する赤カプセルと青カプセル以外にこのステージ専用で出現する黄カプセル（得点）と緑カプセル (1UP) を次々と獲得していく。これらの特徴はMSX他、旧国産PCへの移植版グラディウスの追加要素だった「エキストラステージ」を受け継いだものである。なおボスは存在せず、このステージを通過するとその面(泡・火山・モアイ・溶岩・高速ステージ)をクリアした事となり、当該のボス戦は免除される。 | （なし）                                                                    | - Lucky Zone（SFCオリジナル） |

## 移植版
| No. | タイトル        | 発売日                                    | 対応機種           | 開発元 | 発売元                         | メディア                                      | 型式   | 売上本数 | 備考         |
| --- | --------------- | ----------------------------------------- | ------------------ | ------ | ------------------------------ | --------------------------------------------- | ------ | -------- | ------------ |
| 1   | グラディウスIII | 1997年12月1日                             | スーパーファミコン | コナミ | コナミ                         | フラッシュロムカセット （ニンテンドウパワー） | 117382 | -        | サービス終了 |
| 2   | グラディウスIII | 2006年3月14日                             | Windows            | コナミ | インターネットレボリューション | ダウンロード (i-revo)                         | -      | -        | サービス終了 |
| 3   | グラディウスIII | 2007年4月23日 2007年9月25日 2007年9月28日 | Wii                | コナミ | コナミ                         | ダウンロード (バーチャルコンソール)           | -      | -        | サービス終了 |

## 開発
コナミのスーパーファミコンでの初作品とあって、開発ノウハウが未蓄積の中奮闘している様子が「千両箱 平成三年版」の本作サウンドトラックライナーノーツなどから窺い知ることができる。

## スタッフ
- ゲーム・プログラマー：橋本和久、徳田典、松花賢和、高浜元
- グラフィック・デザイナー：三好威正、H.MORII、すえながみかよ
- サウンド・エディター：村岡一樹、上原和彦、上高治巳、森本ゆきえ
- ビジュアル・デザイン：霜出健治

## 評価
- ゲーム誌『ファミコン通信』の「クロスレビュー」では8・8・9・8の合計33点（満40点）でゴールド殿堂入りを獲得[5]、レビュアーの意見としては「ゲーム内容自体は昔のままなんだけど、表現力が大幅に向上している」、「ある意味で、横スクロールゲームの究極のかたち」、「シューティングゲームの代表作だけあって、やりごたえは十分」、「オリジナルにこだわらなければかなり遊べる。不満はあるけど、作りは丁寧、親切だ」などと評されている[9]。
- ゲーム誌『ファミリーコンピュータMagazine』の読者投票による「ゲーム通信簿」での評価は以下の通りとなっており、24.60点（満30点）となっている[1]。また、『SUPER FAMICOM Magazine』1993年8月情報号特別付録の「スーパーファミコンオールカタログ'93」では、「グラフィック、サウンドともに業務用と比べてもそん色なく、難易度も業務用と比べてだいぶ低めに設定されているので、初心者からマニアまで十分に楽しめる」と紹介されている[1]。この得点はスーパーファミコン全ソフトの中で13位（323本中、1993年時点）となっている[1]。『SUPER FAMICOM Magazine』1993年8月情報号特別付録の「スーパーファミコンオールカタログ'93」巻末に収録されている「部門別ベスト30」では、総合13位、音楽・効果音7位、操作性4位、熱中度16位、お買い得度10位を獲得している[8]。

| 項目 | キャラクタ | 音楽 | 操作性 | 熱中度 | お買得度 | オリジナリティ | 総合  |
| 得点 | 4.00       | 4.43 | 4.26   | 4.25   | 3.96     | 3.71           | 24.61 |
- 『必本スーパー!』内「TVゲームブロードウェイ」では処理落ちについて「避けやすいのはいいが、ここまで重くなるとあまり気持ちがよくない」「スーパーファミコンの方がひどくないか？」と疑問を呈されている[10]。
- 発売当時、映像やサウンドはアーケード版と遜色なかったが、オープニングやステージ構成、敵配置、難易度の違いなどから一部マニアの間では「ニセディウス」と呼ばれていた[11]。

## 関連作品
- 極上パロディウス（SFC版）・実況おしゃべりパロディウス - 本作の装備の一部が引き継がれている。また『実況-』の最終ステージは本作要塞ステージのパロディとなっている。